# Kay (Cameroun)
Pour les articles homonymes, voir Kay.
Kay ou Kaï est un village de la Région du Littoral du Cameroun, situé dans la commune de Ndom. 

## Population et développement
En 1967, la population de Kay était de 109 habitants, essentiellement des Babimbi du peuple Bassa. La population de Kay était de 183 habitants dont 85 hommes et 98 femmes, lors du recensement de 2005. 